# Bernhard von Loeffelholz

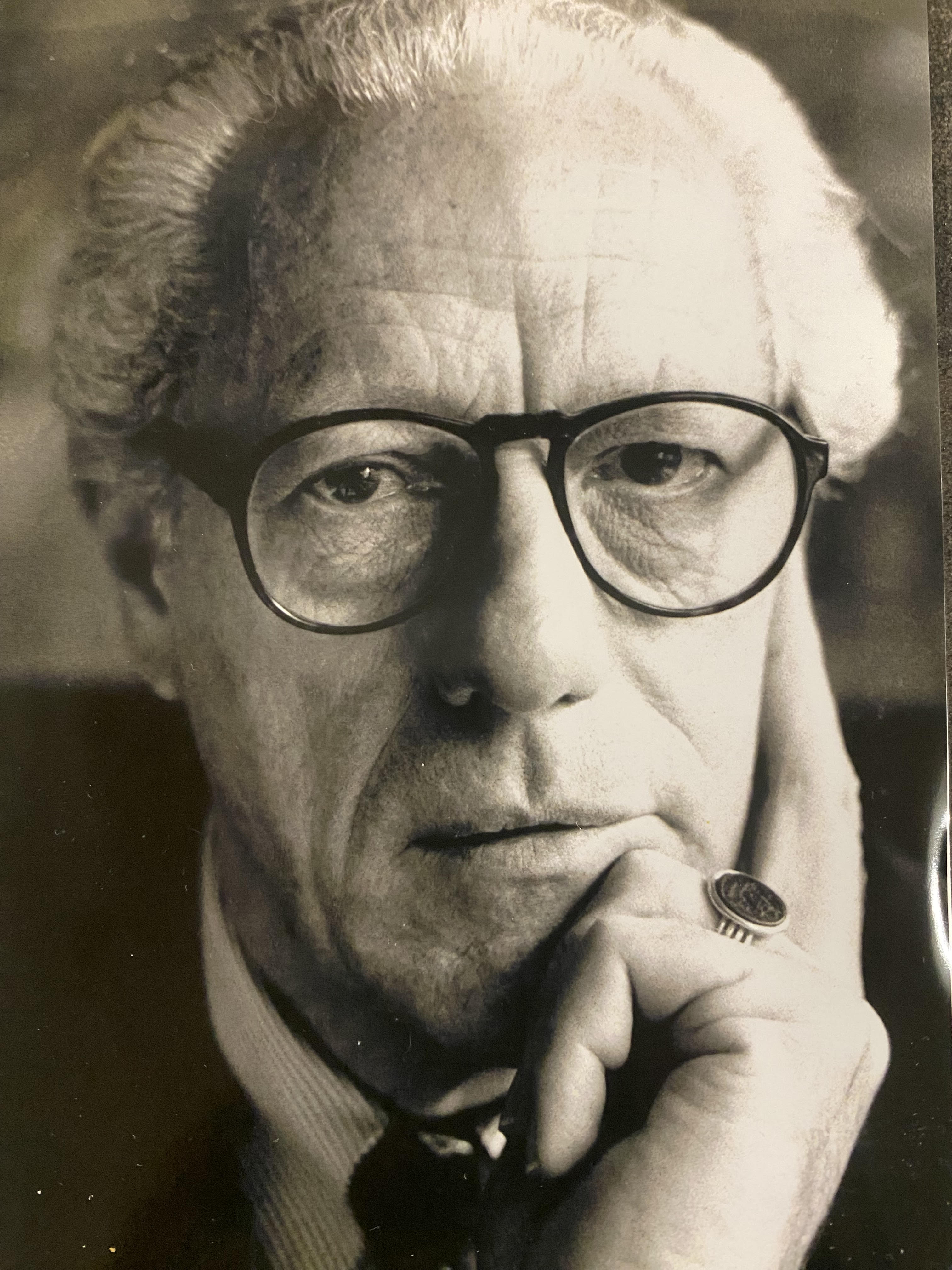
Bernhard Freiherr von Loeffelholz (undatiert)

Bernhard Freiherr Loeffelholz von Colberg (* 21. August 1934 in Weimar; † 14. April 2024 in Nürnberg) war ein deutscher Banker, Lobbyist und Mäzen.

## Familie
Von Loeffelholz, Sohn von Rudolf Freiherr Löffelholz von Colberg und Ingeborg Freifrau Löffelholz von Colberg, geborene Freiin von der Heyden-Rynsch, wuchs in München auf. Nach dem Abitur im Juli 1953 am humanistischen Maximiliansgymnasium München studierte er Betriebs- und Volkswirtschaft in München, Saarbrücken und Berlin mit dem Abschluss als Dr. rer. pol. der Freien Universität Berlin.
Bernhard Freiherr von Loeffelholz ehelichte Christina Leyendecker (* 30. August 1936), Tochter des Philosophen Herbert Leyendecker und der Clara Titi aus der Bildhauerfamilie Cauer. Aus dieser Ehe gingen die Töchter Laetitia (* 1964) und Fiona (* 1968) hervor.

## Beruflicher Werdegang
Von Loeffelholz war 1961 bis 1968 wissenschaftlicher Referent/Geschäftsführer der Europäischen Vereinigung für Wirtschaftliche und Soziale Entwicklung CEPES, Deutsche Gruppe e. V., Frankfurt, die mit Partnerorganisationen im Ausland Vorschläge für den Aufbau der Europäischen Wirtschaftsgemeinschaft und zur Liberalisierung des Welthandels erarbeitete. In den Jahren 1964 und 1965 arbeitete er u. a. an den ersten Jahresgutachten des Sachverständigenrates zur Begutachtung der gesamtwirtschaftlichen Entwicklung in der Bundesrepublik mit.
Ab 1968 war er Mitarbeiter in der Dresdner Bank, zuerst als Leiter des Vorstandssekretariats von Jürgen Ponto in Frankfurt, dann Direktor der Niederlassung München. Als Leiter des Bonner Büros baute er den Bereich Kunst und Wissenschaft auf. Zuletzt war er bis 1999 Geschäftsführender Vorstand der Jürgen Ponto-Stiftung zur Förderung junger Künstler und der Kulturstiftung Dresden der Dresdner Bank.
Nach der Pensionierung 2000 bei der Dresdner Bank übersiedelte von Loeffelholz mit seiner zweiten Frau Monika nach Radebeul bei Dresden. Von 2001 bis 2009 war er Präsident des Sächsischen Kultursenats der Kulturstiftung des Freistaates Sachsen.

## Ehrenamtliche Tätigkeiten

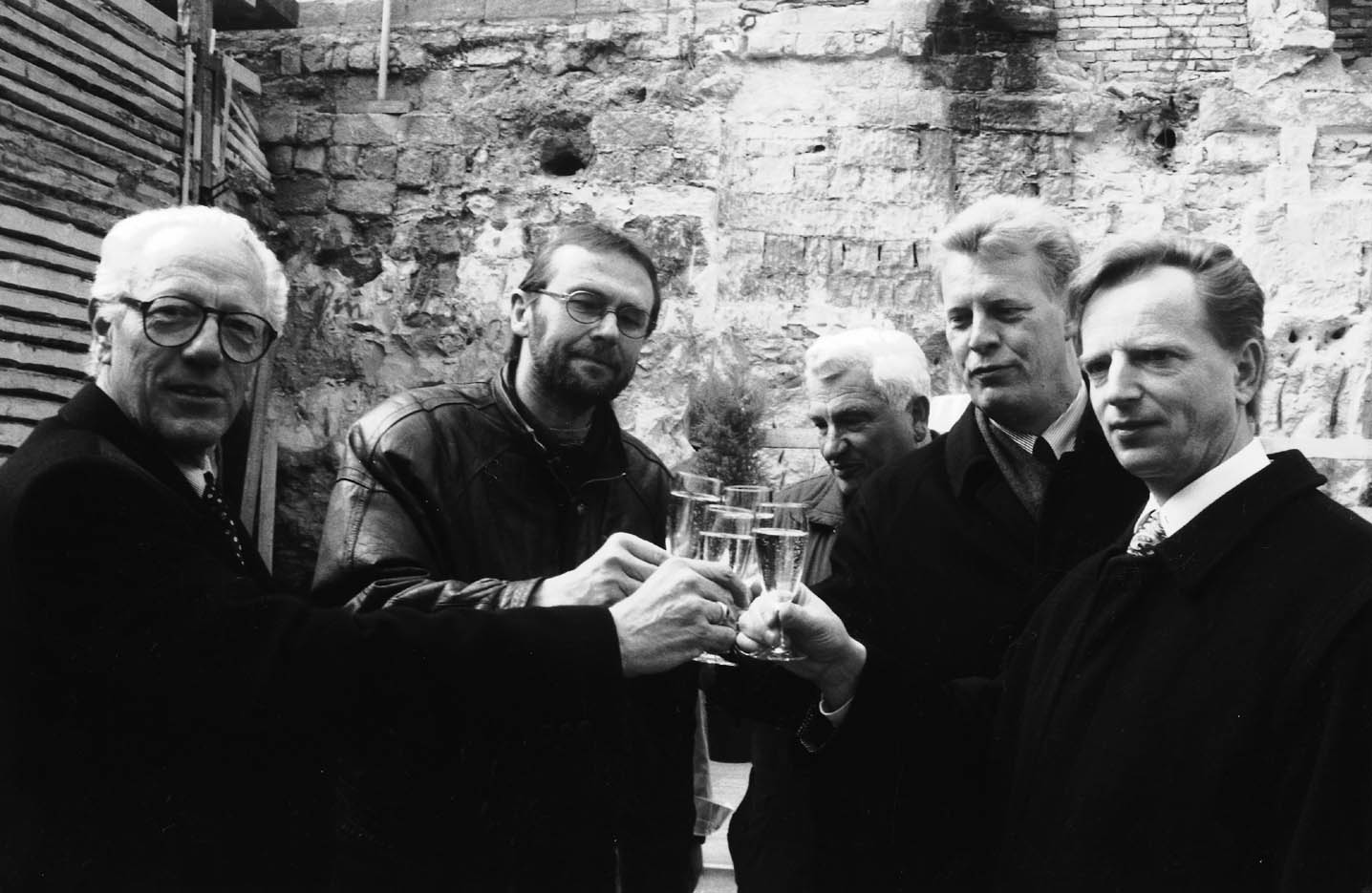
Bernhard von Loeffelholz (ganz links) 1996 in Dresden, rechts Oberbürgermeister Herbert Wagner

- 1972–2002 Gründungs- und Vorstandsmitgliedschaft der von Herbert von Karajan, Jürgen Ponto und weiteren Unternehmern errichteten Orchester-Akademie der Berliner Philharmoniker[5]
- 1979–2006 Vorstandsmitglied (bis 2001 geschäftsführend) des Kulturkreises der deutschen Wirtschaft im Bundesverband der Deutschen Industrie e.V.
- 1986–2004 Mitglied des Verwaltungsrats des Germanischen Nationalmuseums in Nürnberg
- 1989–1994 Mitglied des Kuratoriums der Kulturstiftung der Länder
- 1994–1998 Stellv. Vorsitzender der Mitgliederversammlung von Inter Nationes
- 1995–2000 Mitglied des Kuratoriums der Sächsischen Staatskapelle Dresden
- Seit 1998 Gründungs- und Stiftungsmitglied der Bürgerstiftung Dresden[6]
- Seit 1999 Gründungs- und Vorstandsmitglied der Jürgen Ponto-Stiftung zur Förderung junger Künstler
- 2001–2009 Präsident der Kulturstiftung des Freistaates Sachsen
- 2001 Initiator der Bürgerstiftung Nürnberg,[7] in der Anfangsphase Kuratoriumsvorsitzender
- 2001–2009 Vorstandsmitglied der Kulturstiftung des Freistaates Sachsen
- 2003–2005 Mitglied der Enquete-Kommission „Kultur in Deutschland“ des Bundestages[5]
- 2005–2009 Initiator und Sprecher Leipziger Kreis (Museumsdirektoren)
- Seit 2005 Mitbegründer und Vorsitzender des Fördervereins Hellerau e.V.[8]
- Seit 2005 Mitglied des Kuratoriums des Dresdner Kammerchors

## Initiativen
- 1983 Mitbegründer „Deutsche Stiftung Denkmalschutz e.V.“, dessen Mitglieder die Errichtung der „Deutschen Stiftung Denkmalschutz“ vorbereiteten.
- 1992–1995 Auftaktreden über „Kultur und Wirtschaft als Kraftfeld der Erneuerung“ in 25 Städten der neuen Bundesländer, mit dem Ziel, örtliche Gesprächskreise damals i.d.R ostdeutscher Vertreter der Kultur und westdeutscher Vertreter der Wirtschaft anzuregen.
- 1993 im „Schweriner Maifest“ des Kulturkreises der deutschen Wirtschaft im BDI Aufruf zu einem „Aktionskreis Kultur“, der nach Anlaufen der Bundesförderung für Kultur in Ostdeutschland kulturpolitischen Verantwortung demonstrierte, einforderte und zuwies. Mit dem Leitbild „Kulturförderung in gemeinsamer Verantwortung“ brachte der Aktionskreis Kultur 1994 kulturengagierte Vertreter aus Bund, Ländern, Gemeinden, Kultur, Wirtschaft und Stiftungen in Bonn erstmals an einen Tisch zusammen. Daraus entstand in den Folgejahren u. a. mit einem Weißbuch, einem Grünbuch und einem Blaubuch, eine wirksame kulturpolitische Antriebskraft zu gesetzlichen Verbesserungen im Steuerrecht der Stiftungen und des Sponsoring.
- 1994 Gründung eines bundesweit „Arbeitskreises Kulturstiftung“ durch den Kulturkreis der deutschen Wirtschaft in Dresden, der 1998 durch Hinzutreten des Bundesverbandes Deutsche Stiftungen zum „Arbeitskreis Kunst- und Kulturstiftung“ erweitert, noch bis 2005 gemeinsam betrieben, seither als Arbeitskreis des Bundesverbandes Deutscher Stiftungen fortgeführt wird.
- Seit 2002 nach dem Beschluss der Stadt Frankfurt am Main, ihr Ballett aufzulösen, Bemühungen, den Choreographen William Forsyth für Hellerau zu gewinnen: Zusammenführung mit dem Sächsischen Ministerpräsidenten Georg Milbradt und dem Dresdner Kulturbürgermeister  Vogel, Leitung einer Arbeitsgruppe mit Vertretern der Länder Sachsen und Hessen, sowie der Städte Dresden und Frankfurt und einem Bevollmächtigten von Forsyth, die einen Kooperationsvertrag zur gemeinsamen Finanzierung einer neu gegründeten privaten Forsyth-Company erarbeitet, mit der jährliche Aufführungen in Dresden-Hellerau und in Frankfurt vereinbart wurde. Dies war die Grundlage für den Ausbau des Festspielhauses Hellerau, das mit seinem großen Saal in seiner 1912 von Tessenow geschaffenen lichten Form und mit technischer Ausstattung für heutige Ansprüche im September 2006 als Europäisches Zentrum der Künste wieder eröffnet werden konnte.

## Auszeichnungen
- 1995 Bundesverdienstkreuz am Bande
- seit 1997 Ehrenmitglied der Berliner Philharmoniker
- 2000 Leo-Kestenberg-Medaille des Verbandes Deutscher Schulmusiker
- 2000 Verdienstorden des Freistaats Sachsen
- seit 2002 Ehrenmitglied der Orchester-Akademie der Berliner Philharmoniker
- 2002 Kulturgroschen des Deutschen Kulturrats[9][10]
- seit 2003 Ehrensenator der Hochschule für Bildende Künste Dresden[11]
- seit 2007 Ehrenmitglied des Kulturkreises der deutschen Wirtschaft im BDI e.V.